# Bruno Bauer

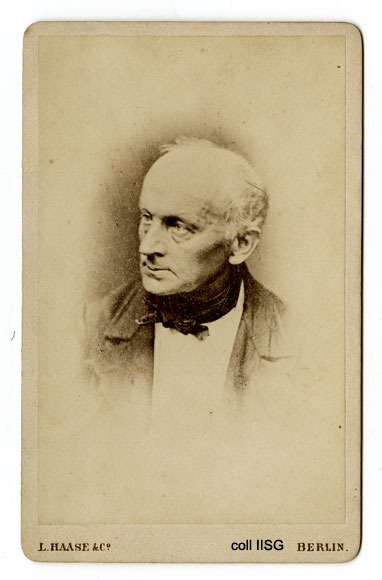
Bruno Bauer, op latere leeftijd

Bruno Bauer (Eisenberg, 6 september 1809 – Rixdorf, tegenwoordig Berlin-Neukölln, 13 april 1882) was een Duits filosoof, criticus en historicus.

## Leven en werk
Bauer werd geboren als zoon van een porseleinschilder en studeerde aan de Friedrich-Wilhelms-Universität te Berlijn. Vervolgens raakte hij verzeild in kringen van Jong-Hegelianen, werd hoogleraar, eerst in Berlijn, later in Bonn, publiceerde filosofische kritieken en redigeerde Hegels werken. Controversieel, met name binnen de protestantse universiteitswereld, was Bauers Kritische Darstellung der Religion des Alten Testaments (1838), waarin hij Bijbelse wonderen in rationele termen verklaarde. Zijn genadeloze kritiek op de theologie kostte hem echter in 1842 zijn positie aan de universiteit van Bonn, op aansturen van de koning van Pruisen in hoogsteigen persoon.
In de periode 1839-1841 was Bauer bevriend met Karl Marx en Friedrich Engels, wier latere socialistische ideeën hij in een aantal polemieken en disputen met zijn eerdere pupillen scherp verwierp. In 1841 kwam het tot een breuk met Marx. Vervolgens schreef hij atheïstische klassiekers zoals "Das Entdeckte Christentum" (1843) en "Die Posaune des jungsten Gerichts" (1842), waarna hij zich geleidelijk van het jong-hegelianisme begon af te keren. Hij schakelde over op het schrijven van een aantal historische werken, waaronder Geschichte der Politik, Kultur und Aufklärung des 18ten Jahrhunderts (1843-1845) en Geschichte der französischen Revolution (1847). Na de mislukte democratische revolutie van 1848 trok hij zich definitief terug uit het openbare leven.
In zijn latere leven raakte Bauer onder invloed van filosofen als Max Stirner en Friedrich Nietzsche, met wie hij ook bevriend was. In dat latere oeuvre beschreef hij het culturele verval dat uiteindelijk de weg zou vrijmaken voor culturele hernieuwing. Die hernieuwing zou neerkomen op de doorbraak van een ongeziene individuele creativiteit, die bevrijd was van religieuze en metafysische illusies. Ook publiceerde hij tussen 1850 en 1852 zijn spraakmakende Kritik der Evangelien und Geschichte ihres Ursprungs, waarin hij de bronnen van het Nieuwe Testament onderzoekt. In Christus und die Caesaren (1877) borduurt hij voort op dat thema en beargumenteert hij dat de Jezus-figuur een fictieve tweede-eeuwse samensmelting is van Joodse, Griekse en Romeinse theologische opvattingen, en daarmee dus een mythe, de Jezusmythe. Met name over dat laatste thema voerde hij zijn leven lang felle polemieken met David Strauss, wiens geschrift over de historische Jezus (Das Leben Jesu uit 1836) hij scherp bekritiseerde.
In zijn radicale religiekritiek bekritiseerde hij tegelijk het "politionele" optreden van de Franse Revolutie tegenover alles wat naar religie rook. De toekomst, zo stelde Bauer, zou niet langer religieus zijn en diegenen die zich ondanks alles in de marge van de beschaafde wereld wensten op te houden, zouden met "milde verachting" bejegend moeten worden: "laat de christenen hun toornige god!"
De naam van Bauer is in latere tijden enigszins bezoedeld geraakt door een aantal antisemitische geschriften (onder andere het in het Engels gestelde "The Present Position of the Jews", 1852). In de jaren 1860 werkte hij ook mee aan het bijzonder conservatieve en antisemitische "Wagener'sche Staats- und Gesellschaftslexikon". Het denken dat Bauer in zijn cultuurkritiek ontwikkelde wordt tegenwoordig wel in verband gebracht met de zogenaamde Conservatieve Revolutie uit de jaren 1930. De uiterst rechtse denker Carl Schmitt heeft als eerste op deze verwantschap gewezen.
Bauer huwde nooit en is zijn hele leven voortdurend als een bezetene blijven schrijven. De laatste jaren van zijn leven bracht hij door in een boerderij in Rixdorf. De koeienstallen liet hij ombouwen tot werkkamer. Hij overleed in 1882, op 72-jarige leeftijd.
Zijn steun aan de conservatieven in Pruisen was echter niet ingegeven door ideologische motieven. In zijn autobiografie schreef de Duitse schrijver Theodor Fontane het volgende over Bruno Bauer:
"Met hoge laarzen aan en gehuld in een oude, grijze mantel, met een wollen sjaal om de hals en een pet op zijn hoofd, kwam hij elke zaterdag met zijn wandelstok in de hand uit Rixdorf, om in de drukkerij van de 'Kreuzzeitung' regelingen te treffen aangaande zijn artikels. Zijn kleine donkere ogen, intelligent maar onvriendelijk en zelfs bijna griezelig, doorboorden alles wat hem in de weg stond. Een grenzeloze verachting voor ons, het kleine redactiekrapuul, sprak uit zijn hele houding en de zwaarlijvige Hesekiel met zijn fijne blauwe jas en witte knopen, lag hem al helemaal niet. De gebroeders Bauer waren zeer intelligent, maar niet echt aangenaam en ze hadden slechts waarlijk respect voor de 'geldkoffer' en, wanneer het hen uitkwam, voor Rusland. Het is een zegen en een grote stap voorwaarts voor de cultuur dat dit soort mensen verdwenen is."

## Belangrijkste werken
- Kritik der evangelischen Geschichte des Johannes (1840)
- Kritik der evangelischen Geschichte der Synoptiker, 2 delen (1841)
- Die Posaune des jüngsten Gerichts über Hegel, den Atheisten und Antichristen (1841)
- Die gute Sache der Freiheit und meine eigene Angelegenheit (1842)
- Hegels Lehre von der Religion und Kunst von dem Standpunkte des Glaubens aus beurteilt (1842)
- Das Entdeckte Christentum (1843)
- Die Judenfrage (1843)
- Geschichte der Politik, Kultur und Aufklärung des 18. Jahrhunderts (1843–45)
- Geschichte Deutschlands und der französischen Revolution unter der Herrschaft Napoleons, 2 delen (1846)
- Kritik der Evangelien und Geschichte ihres Ursprungs, 4 delen (1850–52)
- Russland und das Germanentum (1853)
- Philo, Renan und das Urchristentum (1864)
- Christus und die Cäsaren (1877)
- Zur Orientierung über die Bismarck'sche Ära (1880)
- Disraelis romantischer und Bismarcks sozialistischer Imperialismus (1882)

## Noot
1. ↑  In die zin vertoont het oeuvre van Bauer een grote continuïteit en kan het bezwaarlijk 'nihilistisch' genoemd worden. Het was een cultuurfilosofisch project dat zich probeerde los te maken van de nivellerende krachten die onlosmakelijk verbonden waren met de crisis waarin de Westerse cultuur zich volgens Bauer bevond. Om die crisis te kunnen overschouwen en daarbij "de poorten van de toekomst" te kunnen openhouden, probeerde Bauer zich te onttrekken aan alle politieke en culturele verworvenheden van zijn tijd. Zijn kritiek wilde te allen tijde 'zuiver' blijven en zich niet laten meeslepen door het bestaande, dat volgens hem geminacht diende te worden. Opdat zijn kritiek 'zuiver' zou blijven, probeerde Bauer te denken zonder zich de vooropstellingen van zijn tijdgenoten eigen te maken.

- Bibsys: 90353584
- Biblioteca Nacional de España: XX1131133
- Bibliothèque nationale de France: cb120293763 (data)
- Catàleg d'autoritats de noms i títols de Catalunya: 981058527278406706
- CiNii: DA04489842
- Gemeinsame Normdatei: 118507249
- International Standard Name Identifier: 0000 0000 8088 5259
- Library of Congress Control Number: n50005414
- Nationale Bibliotheek van Tsjechië: jn20000700127
- Nationale bibliotheek van Australië: 35704077
- Nationale Bibliotheek van Israël: 987007303958505171
- Nationale Bibliotheek van Polen: a0000002404365
- Nederlandse Thesaurus van Auteursnamen: 069224560
- Réseau des bibliothèques de Suisse occidentale: 02-A017743030
- Istituto Centrale per il Catalogo Unico: TO0V050980
- LIBRIS: 324073
- Système universitaire de documentation: 028462645
- Trove: 1050142
- Virtual International Authority File: 9861883
- WorldCat: E39PBJkHkDvmT8769qR7YXf6rq